# Mannitol

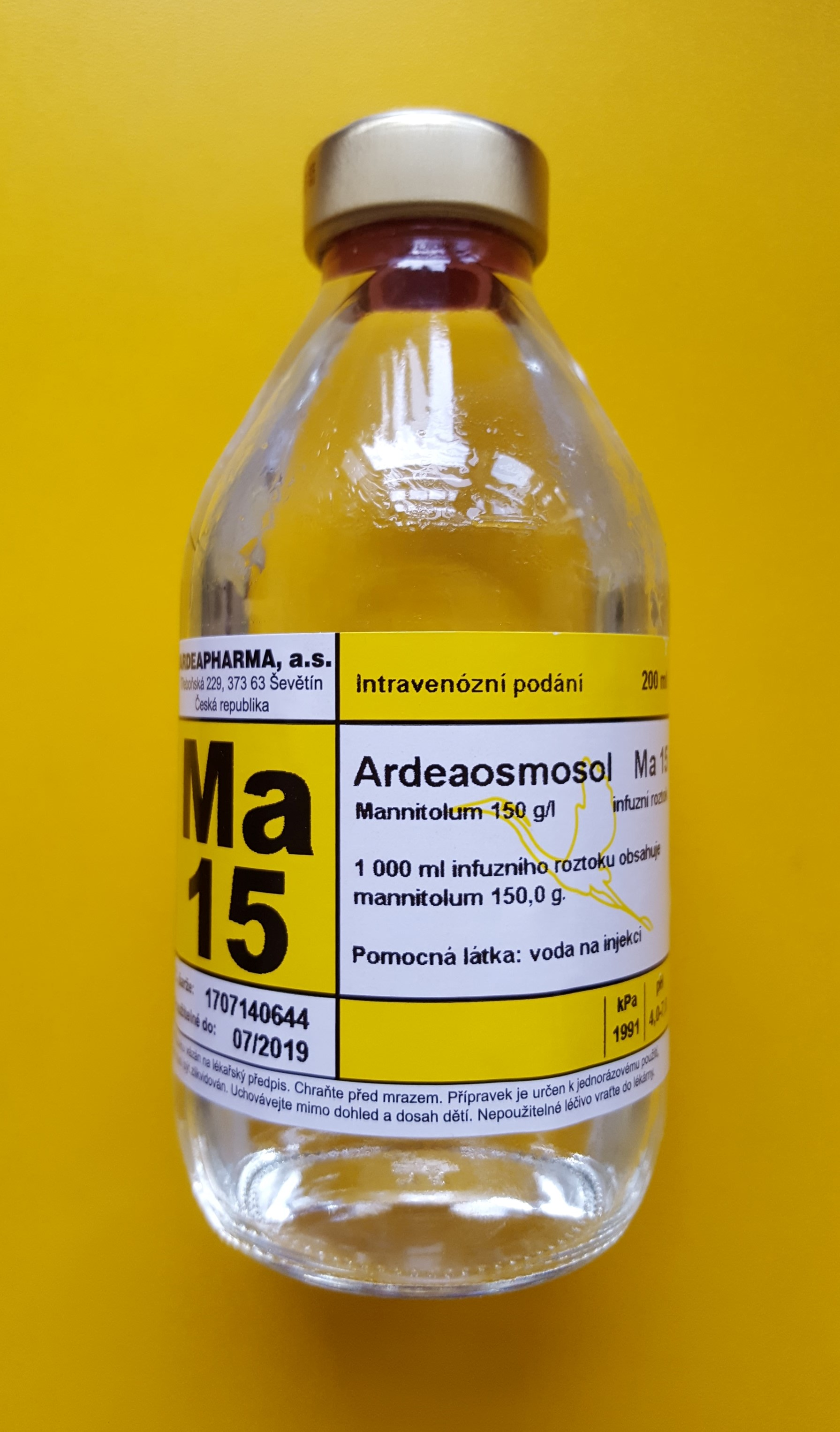
15% roztok manitolu k nitrožilnímu podání

Vzorec mannitolu ve Fischerově projekci

Mannitol je alkoholický cukr, který se používá jako sladidlo, zvlhčovadlo a stabilizátor. Toto sladidlo je vhodné i pro diabetiky. Mannitol je přirozeně obsažen v jasanu, olivách, fících, některých mořských řasách a řasách. 
Pro použití v potravinářství, kde slouží jako náhražka běžného cukru, se vyrábí kvašením glukózy a maltózy za pomoci Lactobacillus intermedius. Ve členských státech EU se označuje na výrobcích kódem E421. V čisté formě jde o bílý krystalický prášek bez zápachu. Mannitol může mít mírně projímavý účinek.
V potravinářství se s ním setkáme především v cukrovinkách, žvýkačkách, džemech či polevách. Kromě toho se používá i jako součást léků, respektive sám o sobě v infusním roztoku pro zvýšení diurézy (odvodnění).
Mannitol stejně jako například xylitol či sorbitol má pozitivní vliv na ústní dutinu, přispívá k ochraně před zubním kazem. Při nadměrné konzumaci může mít mírně projímavý účinek. 